# Louis Neuray
Louis Joseph Ghislain Neuray (Anhée, 31 oktober 1907 - Luik, 23 oktober 2002) was een Belgisch volksvertegenwoordiger.

## Levensloop
Neuray groeide op in een arbeidersmilieu en studeerde aan de technische school van de Université du Travail in Charleroi, alvorens hij zich vestigde in de regio van Luik. Hij ging aan de slag als elektricien en was aangesloten bij de Syndikale Kommissie van de socialistische Belgische Werkliedenpartij.
In 1934 sloot hij zich aan bij de Kommunistische Partij van België, waar hij zich ontfermde over het nationaal steuncomité aan de Republikeinen in de Spaanse Burgeroorlog. Als communist werd hij in maart 1940 door de Belgische autoriteiten opgesloten in de gevangenis van Saint-Léonard in Luik, maar door de opmars van de Duitse troepen in mei 1940 werd hij weer vrijgelaten. Vanaf het begin van de Bezetting nam hij deel aan de oprichting van een Comité de défense populaire om de sociale eisen van de arbeiders te verdedigen, alsook bijstand te verlenen aan vrouwen van krijgsgevangenen en voor een betere bevoorrading te zorgen. Aangestuurd door Julien Lahaut voerden Neuray en zijn kameraden ook verzetsacties uit, zoals het verspreiden van clandestiene pers en het aanplakken van anti-Duitse affiches aan rexistische lokalen. Ook verspreidden ze in de wapenfabriek van FN Herstal, dat onder Duits toezicht was geplaatst, een illegaal pamflet om de oproep van koning Leopold III om het werk te hervatten aan de kaak te stellen. Daarnaast gingen ze over tot het ontmantelen van achtergelaten wapentuig, zodat ze niet in handen van de Duitse bezetter konden vallen en later eventueel gebruikt konden worden voor gewapende acties.
In oktober 1940 werd Neuray als elektricien aangeworven bij CEB in Herstal, een dochterbedrijf van het elektromechanicabedrijf ACEC in Charleroi, en werd er afgevaardigde van het clandestiene Comité de Lutte Syndicale (CLS), een syndicaal samenwerkingsverband tussen socialisten, christendemocraten en communisten. Neuray voerde er onder andere actie tegen plannen van de directie om de productiviteit te verhogen, zonder daar extra loon aan te koppelen. Nadat hij geageerd had tegen een bijdrage aan Winterhulp die aan de arbeiders was opgelegd, werd hij in december 1940 afgedankt. Hij werd door de nazi's gearresteerd op aanwijzing van de directie, die Neuray beschouwde als een gevaarlijke onruststoker. Hij behoorde tot een van de eerste gevangenen in het Fort van Breendonk, zat ook opgesloten in de Saint-Léonardgevangenis in Luik en werd tot drie jaar en half dwangarbeid veroordeeld. Na de veroordeling werd hij naar Duitsland gedeporteerd en achtereenvolgens gevangengehouden in Aken, Rheinbach en Siegburg. Hij probeerde zonder succes uit zijn gevangenschap te ontsnappen en werd tewerkgesteld in een commando van gedeporteerden, met wie het verboden was om te communiceren. Er waren ook plannen om Neuray weg te voeren naar het concentratiekamp van Sachsenhausen, maar door de geallieerde bombardementen op de Duitse spoorwegen was dat onmogelijk geworden. 
In september 1944 had hij zijn straf uitgezeten en werd vrij gelaten. Hij was opnieuw in Luik bij de Bevrijding. In oktober 1944 ging hij samen met groep gewapende partizanen over tot de arrestatie van de directeur van het CEB, waarna die werd overhandigd aan de Belgische autoriteiten. Ook wist hij een arrestatiebevel te verkrijgen voor de directeur-generaal van het ACEC in Charleroi.
Na de oorlog trad Neuray toe tot het Politiek Bureau van de PCB en werd hij politiek secretaris van de Luikse federatie van PCB. In die laatste hoedanigheid werd hij een vertrouwde medewerker van Julien Lahaut. In de eerste naoorlogse wetgevende verkiezingen van februari 1946 werd hij verkozen tot communistische volksvertegenwoordiger voor het arrondissement Luik. Hij vervulde dit mandaat slechts een kleine twee jaar, tot december 1947. Hij nam toen ontslag en werd in de Kamer opgevolgd door Léon Timmermans. In oktober 1946 werd hij op een gemeenschappelijke lijst met de socialisten verkozen tot gemeenteraadslid van Embourg en werd hij gepolst om schepen te worden, maar hij nam het ambt niet aan en nam ook ontslag uit de gemeenteraad.
De reden was blijkbaar dat hij sinds zijn gevangenschap in Duitsland met gezondheidsproblemen kampte, wellicht een zenuwinzinking had en rust nodig had. Hij nam in mei 1948 ook ontslag als communistisch militant en vertrok naar Frankrijk, waar hij zich toelegde op een kleine keramiekhandel en hertrouwde. Trouw aan zijn overtuigingen militeerde hij in Frankrijk voor de Parti Communiste Français. Tegen het einde van zijn leven, weduwnaar geworden, kwam hij naar Luik terug, werd opnieuw lid van de communistische partij en werd de partner van Jeanne Massart, de weduwe van de communist Paul Renotte.  